# Альфред Потоцький (1786–1862)
Альфред Войцех Потоцький гербу «Пилява» (4 березня 1786, Париж — 23 грудня 1862, Ланьцут) — граф І Ланьцутський, маршал Галицької держави, обіймав посаду посланника від Лежайська, лицар Мальтійського ордену (в ордені з 1805 р.), лицар честі та відданості.

## Біографія
Альфред був власником маєтків: Кшешовиці, Ланьцут, Лежайськ і Уладівка. Був офіцером армії Герцогства Варшавського та австрійським таємним радником. Був поранений у Бородінській битві. Він також був великим галицьким стольником.
Обіймав багато державних функцій у титульному королівстві Галичини та Лодомерії. Член-засновник (03.07.1845) Галицького господарського товариства.
Його найбільшим внеском у Ланьцут було створення постанови з принципом неподільності, непередаваності та необтяження товару. Їх спадкоємцем міг бути лише старший син ордината. У разі закінчення сім'ї половина майна витрачалася на утримання молоді в навчанні, друга половина — для відставних військових.
21 червня 1814 року Альфред Потоцький одружився з Юзефіною Марією, уродженою Чарторийською, донькою Юзефа Клеменса Чорторийського. Після Першої садиби до нашого часу дійшов, насамперед, парк в англійському пейзажному стилі та критий манеж у стилі класицизму.
Він дав початок ланцутській і кшешовицькій гілкам родини Потоцьких, т. зв. перший сорт срібної Пиляви.

### Особисте життя
Син Яна (1761—1815), письменника та мандрівника, та Юлії Терези Любомирської, брата Артура, батько Альфреда Юзефа Потоцького.